# Le Jour du vin et des roses
Pour les articles homonymes, voir Days of Wine and Roses.
Pour plus de détails, voir Fiche technique et Distribution.
Le Jour du vin et des roses (titre original : Days of Wine and Roses) est un film américain réalisé par Blake Edwards, sorti en 1962, avec Jack Lemmon et Lee Remick.

## Synopsis
Attaché de presse, Joe (Jack Lemmon) est un alcoolique mondain. Cela l'aide à supporter ses déceptions professionnelles et affectives. Il rencontre une jeune femme, Kirsten (Lee Remick), qu'il épouse. Grâce à elle et à la naissance d'une petite fille, Joe arrête de boire. Pourtant, il ne va pas tarder à renouer avec ses vieux démons, entraînant cette fois son épouse avec lui dans l'alcoolisme.

## Fiche technique
- Titre original : Days of Wine and Roses
- Titre français : Le Jour du vin et des roses
- Réalisation : Blake Edwards
- Scénario : J.P. Miller (en)
- Photographie : Philip H. Lathrop
- Musique : Henry Mancini
- Costumes : Don Feld
- Son : Jack Solomon
- Montage : Patrick McCormack
- Producteur : Martin Manulis (en)
- Société de production : Jalem Productions
- Société de distribution : Warner Bros.
- Pays de production :  États-Unis
- Langue : Anglais
- Format : Noir et blanc — 35 mm — 1,85:1 — Son : Mono (RCA Sound Recording)
- Genre : Film dramatique
- Durée : 117 minutes (1 h 57)
- Dates de sortie : 
  - États-Unis : 25 décembre 1962 (Los Angeles) (première)
  - États-Unis : 17 janvier 1963 (New York)
  - Canada : mars 1963
  - France : 20 mars 1963
  - Espagne : juin 1963 (Festival international du film de Saint-Sébastien)
  - Royaume-Uni : 6 juin 1963

## Distribution
- Jack Lemmon : Joe Clay
- Lee Remick : Kirsten Arnesen Clay
- Charles Bickford : Ellis Arnesen
- Jack Klugman : Jim Hungerford
- Alan Hewitt : Rad Leland
- Jack Albertson : Trayner
- Ken Lynch : le propriétaire du magasin d'alcool
- Charlene Holt (non créditée) : une invitée
- Maxine Stuart (en) : Dottie
- Tom Palmer : Ballefoy
- Debbie Megowan : Debbie Clay

## Anecdote
Jack Lemmon et le réalisateur Blake Edwards étaient tous deux alcooliques et ont admis avoir fait d'énormes beuveries pendant le tournage de ce film. Edwards a ensuite arrêté de boire jusqu'à la fin de sa vie et Jack Lemmon a lutté contre son propre alcoolisme.
Chris Lemmon, son fils, a déclaré qu'il avait une relation affectueuse avec son père. Mais "il y a eu une dernière nuit où tout est devenu incontrôlable, avec du verre brisé partout sur le sol. Il est tombé, s'est cogné la tête, s'est ouvert le crâne, avait un torchon ensanglanté qui pendait sur le côté de sa tête... Finalement, la femme de chambre n'en pouvait plus. Elle m'a appelé et m'a dit : "Il faut que tu viennes parler à ton père". Quand je suis arrivé, je n'ai pas eu besoin de dire un mot. Il m'a dit : "Je sais". C'est tout.
Il n'a plus jamais bu après cela."

## Récompenses et distinctions
- Oscar de la meilleure chanson 1963
- Nominations à l'Oscar du meilleur acteur, de la meilleure actrice, du meilleur réalisateur, de la meilleure direction artistique et de la meilleure création de costumes.
- Festival international du film de San Sebastián 1963 : Prix du meilleur acteur (Jack Lemmon) et de la meilleure actrice (Lee Remick).